# Передовой авиационный наводчик

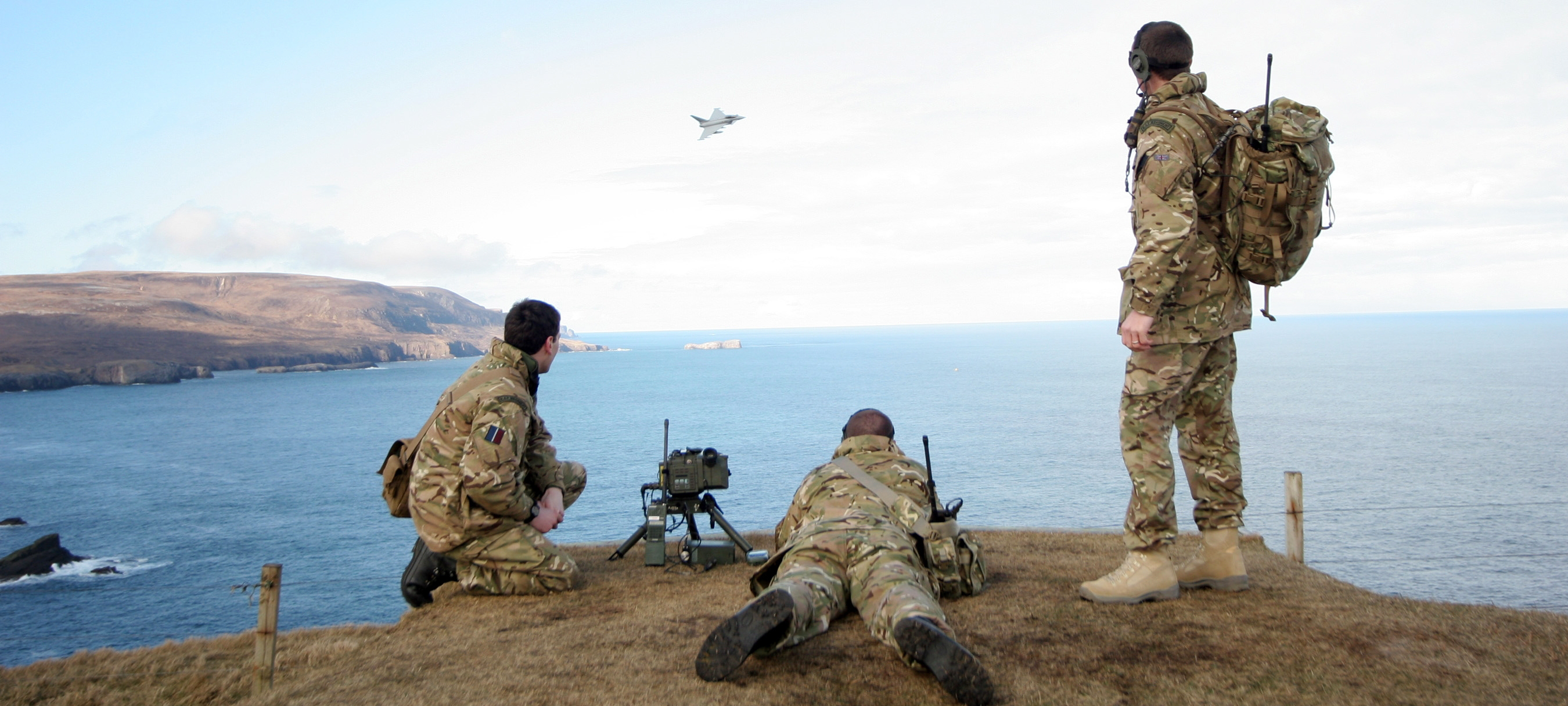
Передовые авиационные наводчики из полка Королевских ВВС Великобритании наводят самолёт Eurofighter Typhoon на цель во время учений.

Передовой авиационный наводчик, ПАН — военная специальность, специалист по наведению авиации на цель при её применении в интересах сухопутных войск. Во время боя находится вблизи противника и осуществляет наведение на цели противника, расположенные в непосредственной близости от линии боевого соприкосновения, с помощью радиотехнических средств и специальных сигналов.
Одним из способов наведения авиации на цель является наведение по координатам: обнаружив цель и рассчитав координаты, авианаводчик передает их пилотам по радио. Второй способ наведения — по ориентирам на местности, когда авианаводчик сообщает летчику месторасположение цели в привязке к этим ориентирам. Также цель можно обозначить очередью трассирующих пуль или пуском в её сторону нескольких разноцветных сигнальных ракет в заранее обговоренной последовательности. Возможна также лазерная подсветка цели с земли с помощью специального целеуказателя. Во всех случаях важно не только указать летчикам месторасположение цели, но и указать направление, с которого её можно поразить, не задев свои войска.

## Авианаводчики в вооруженных силах СССР во время Великой Отечественной войны
Во время Великой Отечественной войны в общевойсковые штабы направляли офицеров связи из ВВС, которые должны были контролировать обозначение переднего края и обеспечение войск требуемыми для этого средствами (например, сигнальными ракетами и дымами), передавать авиационному командованию информацию о текущей воздушной и наземной обстановке, информировать общевойсковых командиров о состоянии своей авиации. Передовые авиационные наводчики нередко действовали в тылу противника в составе разведывательных групп.

## Авианаводчики в вооруженных силах СССР во время Афганской войны
Во время Афганской войны 1979—1989 годов, где в связи с контрпартизанскими действиями не было линии фронта, авианаводчики вместе с мотострелками и десантниками отправлялись в рейды на поиск противника. Во время этой войны погибло около двух десятков советских авианаводчиков.

## Авианаводчики в вооруженных силах Российской Федерации
В современных вооруженных силах Российской Федерации передовые авиационные наводчики назначаются из числа специалистов по боевому управлению групп боевого управления армий ВВС и ПВО и частей штурмовой авиации и армейской (вертолётной) авиации, прошедших курс специальной подготовки. В состав центра боевого управления (ЦБУ) армии ВВС и ПВО входят три группы боевого управления (ГБУ), которые занимаются организацией управления авиацией и взаимодействием с частями (подразделениями) первого эшелона общевойскового соединения, осуществлением вызова авиации и непосредственным управления экипажами в воздухе.
У ГБУ имеются командно-штабные машины Р-975М (на базе БТР-60ПБ) или Р-149МА1 (на базе БТР-80), оснащенные средствами связи. На базе ГБУ развертываются пункт управления (ПУ ГБУ) общевойскового (танкового) соединения и пункты управления авиационных наводчиков (ПУАН) в его частях. Во время подготовки и ведения боевых действий начальник расчета ПУАН находится вместе с командиром общевойскового (танкового) подразделения.
Во время военной операции России в Сирии функции передовых авиационных наводчиков выполняли специально подготовленные офицеры Сил специальных операций.

## Авианаводчики в вооруженных силах США
Во второй половине XX века подготовкой передовых авианаводчиков в США занимались ВВС США, которые передавали в части и подразделения сухопутных войск команды авианаводчиков (Tactical Air Control Party), обычно состоявшие из двух авианаводчиков. При центрах боевого управления дивизий и в группах координации огневой поддержки бригад и батальонов организуются команды управления тактической авиацией. В их состав входят офицеры связи, передовые авианаводчики и радисты.